# Pastel de Camiguín
El pastel de Camiguín, o simplemente pastel, es un panecito dulce y suave típico de la cocina filipina, que se rellena con flan (yema). Tiene su origen en una vendedora de la isla de Camiguín llamada Eleanor Popera Jose y su familia, quienes comenzaron a producirlos en 1990. Se produce principalmente en el momento de las reuniones y ocasiones especiales de la familia.
Además del relleno original de yema, el pastel también presenta otros rellenos, como ube, moka, macapuno, queso, chocolate, durian, yaca y mango, entre otros. El pastel se considera un pasalubong (obsequios especiales regionales) de la isla de Camiguín y la cercana ciudad de Cagayán de Oro.